# Mohamed Lamine
Mohamed Lamine (en arabe : محمد لمين), né le 4 décembre 1970 à Alger, est un chanteur algérien de Raï-Love.
Á l'âge de 10 ans il forme un groupe pour réciter des chants religieux dans une mosquée située dans le village de montagne en Algérie, où il passe son enfance.
En 1988, il commence sa carrière musicale sur disque sous le nom Mohamed Amine, avec l'album au format cassette de 7 titres Hob El Aadra. Ensuite, il connaitra le succès populaire en Algérie en 1989, avec l'album et le titre éponyme Sidi Taleb.
Ce sera  l'abum Raï N'B Fever des producteurs Kore et Skalp sorti en 2004, où il apparait sur trois titres, qui lui donneront une consécration au-delà des frontières de l'Algérie et du monde arabe, avec les hits Un Gaou à Oran avec les groupes Magic System et 113. Puis avec le titre Mon Bled avec le rappeur Rohff et Cheba Maria et également le titre Ntiya en duo de la chanteuse Kayliah.
Ensuite Mohamed Lamine enchaîne les duos et collaborations dans plusieurs projets éclectiques, dont en 2006 le titre titre Loin du Rivage sur l'album La Mélodie des Briques du rappeur Nessbeal. La même année, avec la chanteuse Latifa Raâfat ils sortent l'album Twahhachtek Bezzaf.
En 2007, Reda 6k invite Mohamed Lamine à chanter avec lui sur le titre Mamamiya, puis en 2009, Mohamed Lamine apparait dans African Tonik aux côtés de DJ Arafat, Mokobé et Mory Kanté.
Le dimanche 06 décembre 2020, Mohamed Lamine annonce au cours d'une interview sur la chaîne télévisée algérienne Echorouk TV, arrêter la scène et le Raï sentimental pour se consacrer pleinement aux chants religieux, à la suite de son pèlerinage à La Mecque. « C’est une affaire personnelle, j’ai 50 ans, je préfère opter pour un autre style musical qui est un peu rare en Algérie » déclare Mohamed Lamine à l'attention de ses fans.

## Discographie
- 1988 : Hob El Aadra (sous le nom Mohamed Amine)[3]
- 1989 : Sidi Taleb (sous le nom Mohamed Amine)[3]
- 1990 : Mohamed Lamine, Sid Ahmed El Harrachi – Duo Cheb El-Harrachi & Med Lamine
- 1990 : S'hab El-Ballone
- 1990 : Walan Nedi (وعلاش ند)
- 1992 : Haramtili Nchouf Weldi
- 1992 : Aayit Nkaber Fi Galbi avec Cheb Nasro
- 1993 : Bali Bali
- 1993 : Mon 1er Pas
- 1997 : Mohamed Lamine en live à Paris
- 2006 : Khoudi Anouani
- 2006 : Twahhachtek Bezzaf  avec Latifa Raâfat
- 2009 : Mixtape Avant L'Album
- 2023 : Wanna Wanna (Best-Of)

Collaborations
- Un Gaou à Oran avec 113 et Magic System
- Lela Fatema avec OGB de Mafia K'1 Fry
- Ntiya avec Kayliah
- Mon Bled avec Rohff et Cheba Maria
- Am Thimi avec Hassiba Amrouche en 2013
- Hadrat Nass avec Hassiba Abderaouf
- Clandestino avec Rim'K
- African Tonik avec DJ Arafat, Mokobé et Mory Kanté
- Kore & Scalp présentent Raï N'B Fever
- Retour Aux Sources avec Khaled et Rim'K
- Reste Simple avec Le Rat Luciano